# Distrikt Luuka
Luuka ist ein Distrikt in Ostuganda. Die Hauptstadt des Distrikts ist Luuka.

## Lage
Der Distrikt Luuka grenzt im Norden an den Distrikt Buyende, im Nordosten an den Distrikt Kaliro, im Südosten an den Distrikt Iganga, im Süden an den Distrikt Mayuge, im Südwesten an den Distrikt Jinja und im Nordwesten an den Distrikt Kamuli.

## Geschichte
In der Kisoga-Tradition ist Luuka eines der fünf traditionellen Fürstentümer des Königreichs Busoga. Der Legende nach wurde Luuka um 1737 gegründet und 1896 Teil des britischen Protektorats in Busoga. Sein traditioneller Herrscher ist als Tabingwa bekannt. Der moderne Distrikt entstand 2010 aus Teilen des Distrikt Iganga.

## Demografie
Im Jahr 2014 hatte der Distrikt 238.020 Einwohner.
| Zensusjahr | Einwohnerzahl |
| ---------- | ------------- |
| 1991       | 130.408       |
| 2002       | 185.526       |
| 2014       | 238.020       |

## Wirtschaft
Subsistenzlandwirtschaft ist die wichtigste wirtschaftliche Aktivität im Distrikt.